# Pegomya flavipes
Pegomya flavipes är en tvåvingeart som beskrevs av Robineau-desvoidy 1830. Pegomya flavipes ingår i släktet Pegomya och familjen blomsterflugor.
Artens utbredningsområde är Frankrike. Inga underarter finns listade i Catalogue of Life.